# Port de Mataró
El Port de Mataró és un port esportiu inaugurat l'any 1991 a la ciutat de Mataró, capital del Maresme. Està gestionat per l'organisme públic Consorci Port Mataró i disposa d'un total de 1.080 amarratges per a embarcacions de fins a divuit metres d'eslora. Actualment està totalment dedicat a la navegació esportiva, encara que en els seus inicis comptava amb una dàrsena pesquera i una llotja de peix, ja desaparegudes.
És membre de l'Associació Catalana de Ports Esportius i Turístics (ACPET) i des de 1998 està guardonat amb la bandera blava i el certificat EMAS en reconeixement de la gestió mediambiental.

## Instal·lacions i serveis
Els amarratges compten amb tots els serveis habituals (aigua i electricitat) i el port disposa de grua amb capacitat per a dotze tones, pòrtic elevador de 120 tones, aparcament, base nàutica i un extens varador. També hi ha una benzinera amb servei automàtic oberta les 24 hores.
Al Port de Mataró també hi ha una marina exclusiva per a grans eslores, la Mataró Marina Barcelona. Es tracta d'una base nàutica dissenyada especialment per a iots i superiots amb accés privat i ús exclusiu per als seus clients.
En els 7.000 m² de superfície que ocupa la zona comercial del port hi ha diverses botigues i tallers nàutics, entre els quals es troben centres de vela, rem, pesca i submarinisme. Compta, també, amb una oferta de bars, restaurants i locals d'oci nocturn. Està situat a poca distància del nucli urbà de la localitat, on es poden trobar tot tipus de comerços i serveis. L'any 2012 s'inaugurà l'Hotel Atenea Port, el primer quatre estrelles de la ciutat, amb un total de 95 habitacions i 10 apartaments, restaurant i centre d'spa.

## Història del port
El procés de desenvolupament del port a Mataró va ser llarg i infructuós. La ciutat, mancada d'una connexió marítima a l'alçada del seu desenvolupament industrial i econòmic, va assajar sense èxit des del segle xviii la construcció d'aquesta infraestructura estratègica, de la qual ja disposaven altres ciutats de tradició marinera properes com Barcelona o Arenys de Mar.
Malgrat tot, Mataró va mantenir fins a mitjan segle xix una activitat naviliera de primer ordre, essent un dels punts des d'on s'organitzaren més expedicions comercials d'ultramar fins a Amèrica i allotjant una de les drassanes on es construïen i matriculaven més naus de tot el litoral català. La capital maresmenca arribaria a ser la segona població marítima de Catalunya en volum comercial i nombre de mariners matriculats, fet pel qual va ser declarada capital d'una província marítima entre 1750 i 1867, d'on prové la bandera de la ciutat.
A pesar d'aquests antecedents, emperò, Mataró no reeixí en el seu propòsit fins a les acaballes del segle xx, posant fi a una «frustració històrica» després de gairebé 300 anys. El projecte arquitectònic definitiu fou dissenyat per Eduard Cot, Àngel Fàbregas i Joan Antoni Torner i les instal·lacions portuàries es posaren en funcionament l'any 1991.

### Cronologia[9][10][11]
- 1701: sol·licitud a Felip V del permís per a construir un moll o port, a més d'altres privilegis com l'obtenció del títol de ciutat, concedits pel monarca l'any següent.
- 1779: projecte de port realitzat per l'arquitecte mataroní Fèlix Puig, de dimensions superiors a les actuals.
- 1886: es va aixecar el plànol del fondejador de Mataró expressant la necessitat i conveniència de construir-hi un port de refugi.
- 1918: es va aprovar un nou projecte impulsat per Carles Padrós i s'autoritzà la subhasta de les obres. El cost total de l'obra pujava a 1.390.756,45 pessetes. La subhasta va ser declarada deserta per dues vegades i el projecte aparcat.
- 1950: es va aprovar un nou projecte d'Aurelio González Isla amb un cost de 12.503.205 ptes. Malgrat iniciar-se es va acabar abandonant després de col·locar el primer pilar.
- 1965: es va construir l'espigó a causa de l'alarmant retrocés de la platja, fet que va revifar les esperances de tenir port i va fer néixer el Club Nàutic de Mataró. Directius i socis de l'entitat van presentar un nou projecte el juliol de 1967 a la Jefatura de Costas.
- 1972: l'Ajuntament de Mataró, la Caixa d'Estalvis Laietana, el Club Nàutic de Mataró, la Confraria de Pescadors, la Cambra Oficial de Comerç, Indústria i Navegació de Barcelona i les Drassanes Xufré van constituir una societat mixta pro-port amb el nom de Port de Mataró SA.
- 1980: el Ministeri d'Obres Públiques i Urbanisme va atorgar la concessió administrativa a l'empresa Port de Mataró SA.
- 1981: el Ple municipal va aprovar un projecte que situava el port entre els carrers Sant Joan i Sant Antoni. Per Resolució de la Generalitat de Catalunya, la concessió es va concedir per un termini de 30 anys.
- 1983: com a resposta a les protestes populars, es va portar el port més cap a ponent, entre el carrer Lepanto i les drassanes Xufré.
- 1988: el president de la Generalitat de Catalunya, Jordi Pujol, l'alcalde Manuel Mas i Josep Beltran van col·locar la primera pedra del port el 10 d'abril. Les obres començarien el 2 de maig.
- 1991: el 7 de juliol es van inaugurar les instal·lacions nàutiques.
- 1993: es va aprovar el projecte d'urbanització i es posà en funcionament la Zona Comercial.
- 1996: davant la impossibilitat de mantenir la gestió privada, la Generalitat de Catalunya i l'Ajuntament de Mataró varen crear l'organisme públic Consorci Port Mataró.

### Imatges històriques del litoral mataroní

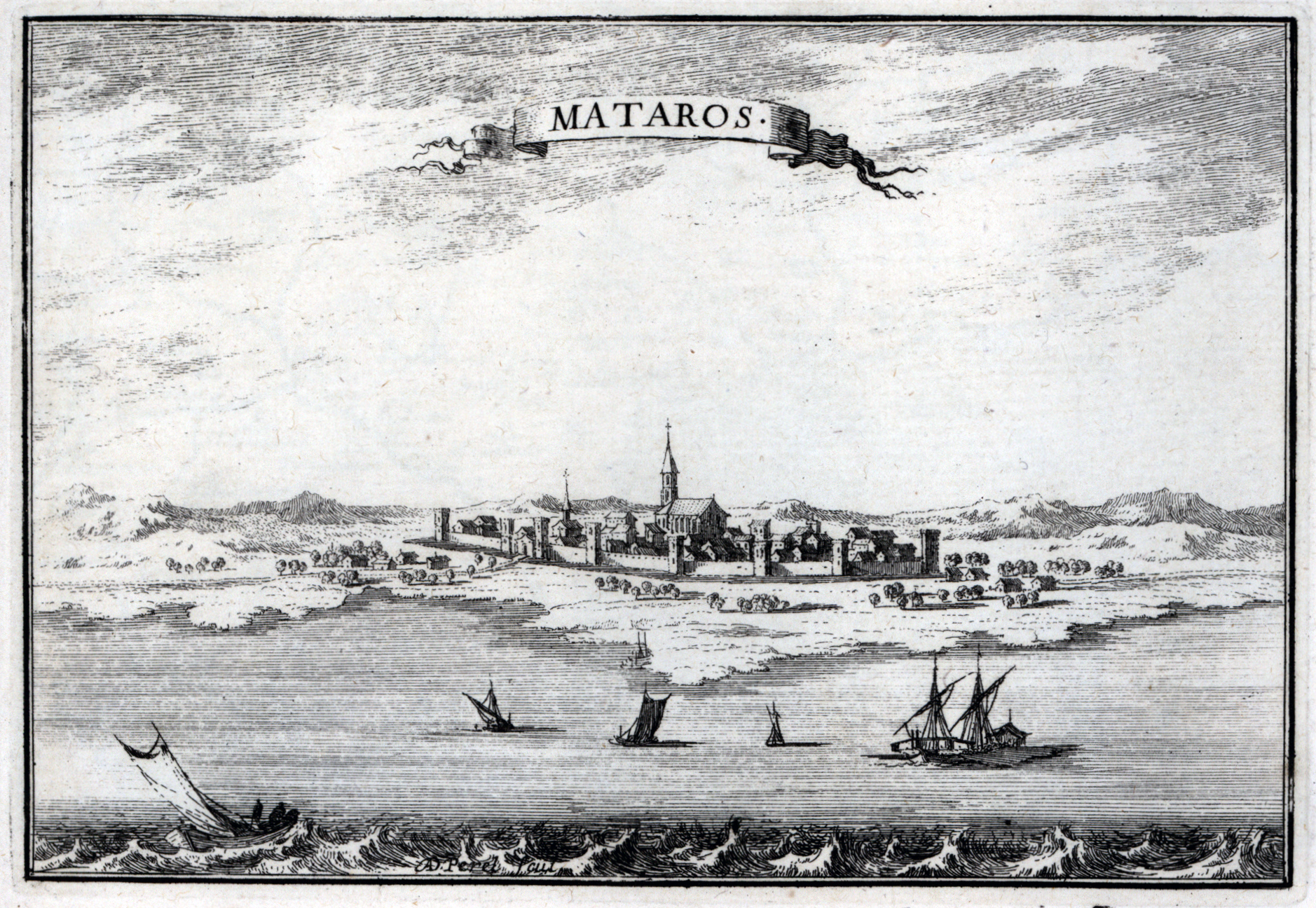
Vista panoràmica de la ciutat de Mataró des del mar (1668)
Desembarcament a Mataró de la reina Elisabet Cristina de Brunsvic, esposa de l'arxiduc Carles (1708)
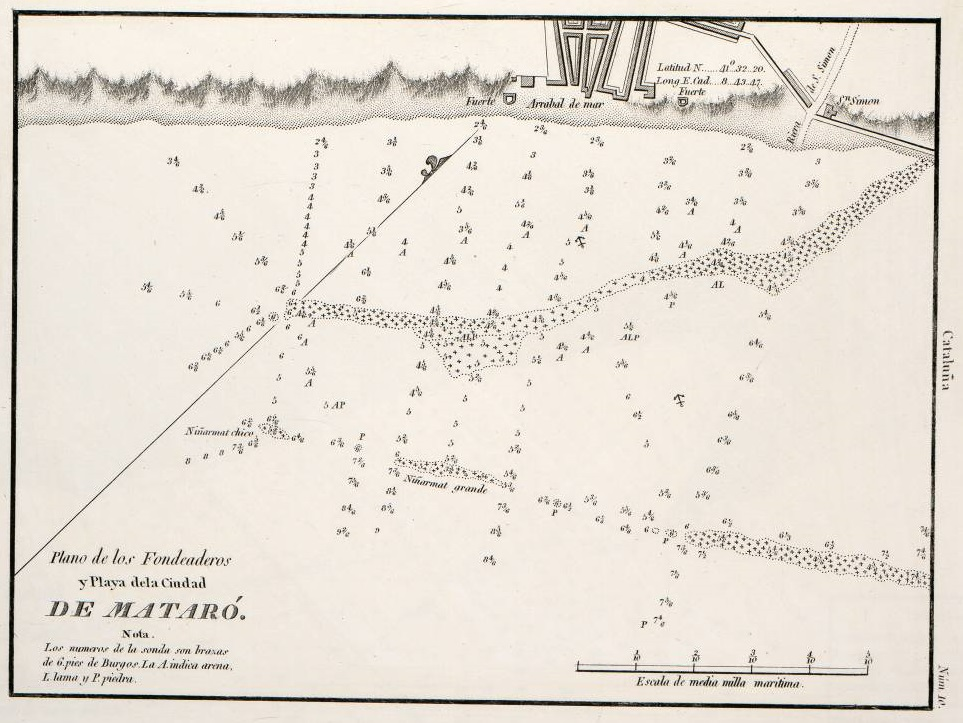
Plànol dels fondejadors i platja de la ciutat de Mataró (1813)
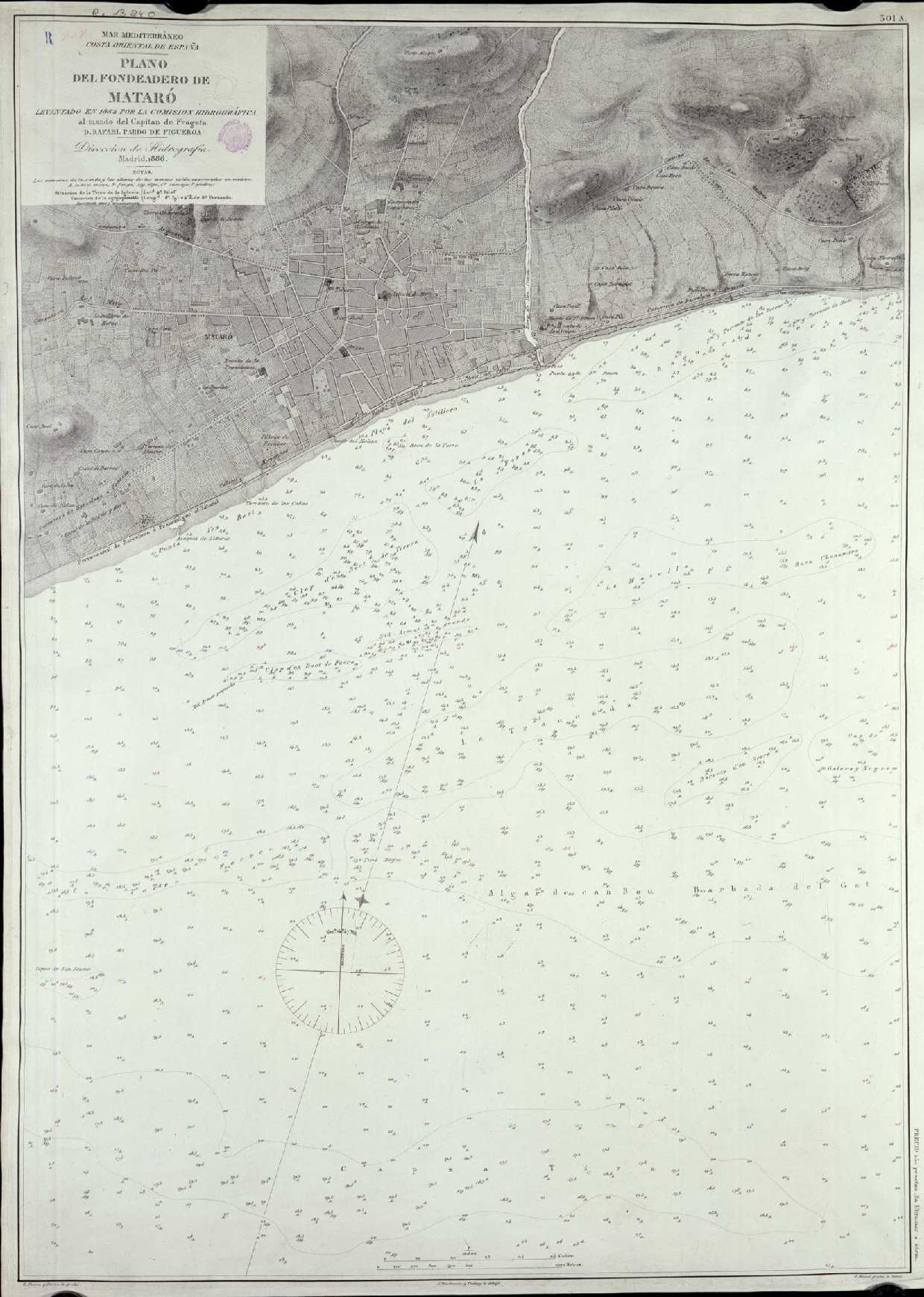
Plànol del fondejador de Mataró (1886)

## Entitats i vida associativa

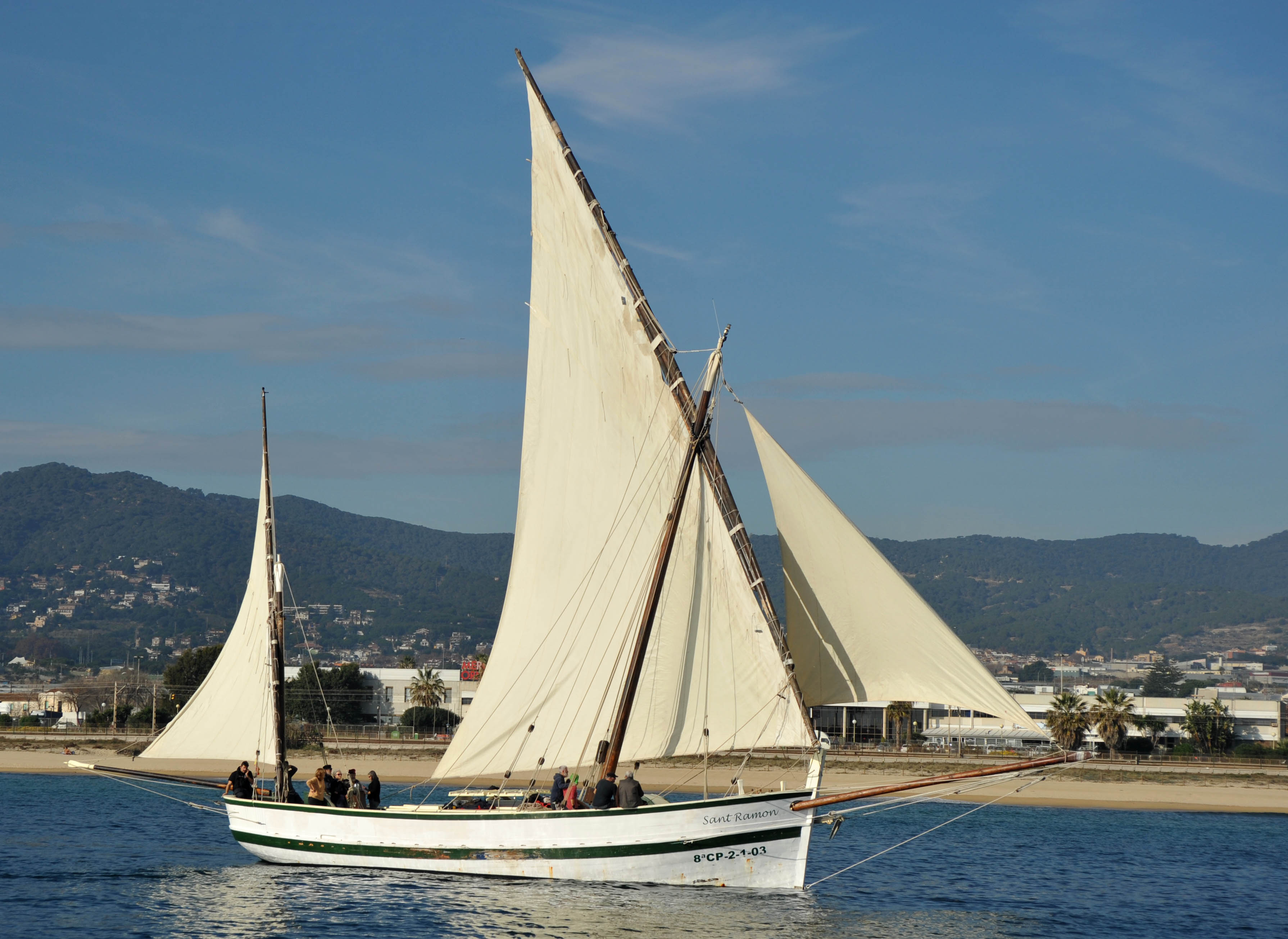
El llaüt Sant Ramon

El Club Vela Mataró, el local social del qual està situat a la part alta del port, organitza diferents cursos i regates. Disposa d'una rampa i una zona de varada d'embarcacions de vela lleugera just al costat de la bocana.
Altres entitats allotjades a les instal·lacions portuàries són l'Escola de Vela Mataró, el Club de Rem Mataró i la Societat de Pesca i Activitats Subaquàtiques (SPAS).
El Port de Mataró és el port base de l'embarcació Sant Ramon, un llaüt de 1904 gestionat per l'associació Bricbarca–Centre d'Estudis Nàutics de Vilassar de Mar.

## Accés marítim
La bocana del port té una amplada de vuitanta metres i un calat de set. Des del mar, resulta fàcil d'identificar gràcies als alts edificis del centre la ciutat. També pot utilitzar-se com a referència el castell de Burriac, situat al cim d'un característic muntanya de forma cònica. El litoral no presenta cap impediment per a la navegació.
El far de Mataró funciona amb una fase de 4 centelleigs verds en un espai de 16 segons, visible fins a 5 milles de distància: Fl(4)G.16s15m5M.
El servei de Marineria es comunica a través del Canal 9 del VHF i funciona les 24 hores. A través d'un conveni amb la Creu Roja de Mataró, s'ofereix un servei de remolc i assistència a embarcacions avariades.

## Accés terrestre
- En cotxe: per l'autopista C-32 o la carretera N-II.
- En transport públic: amb tren de Rodalies fins a Mataró. L'estació es troba davant per davant del port.

## Galeria d'imatges

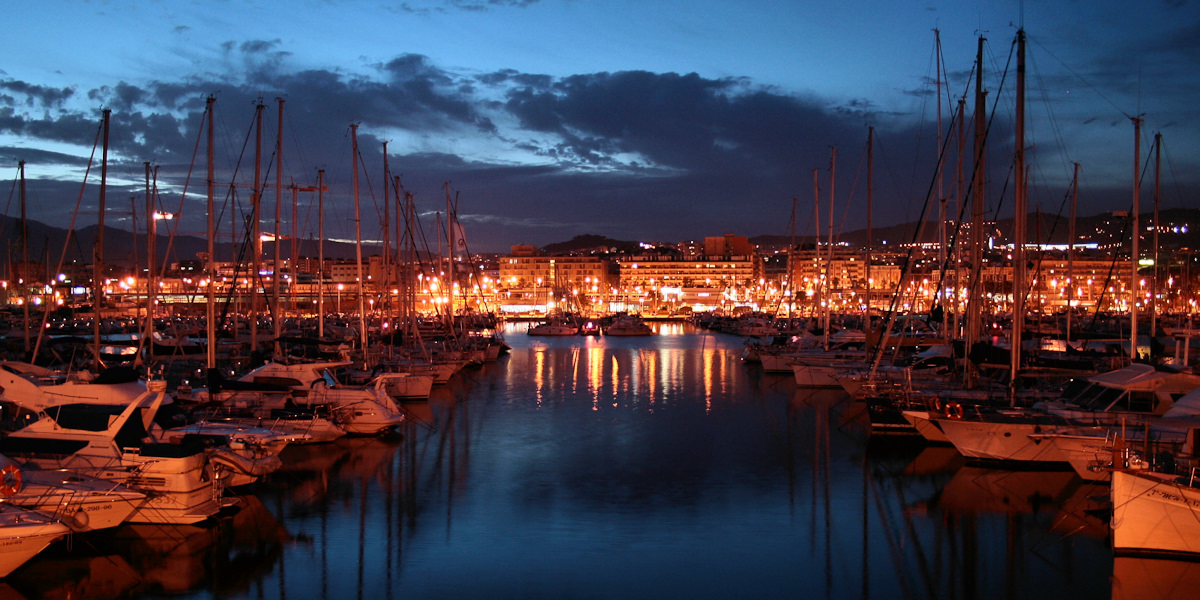
Panoràmica del port
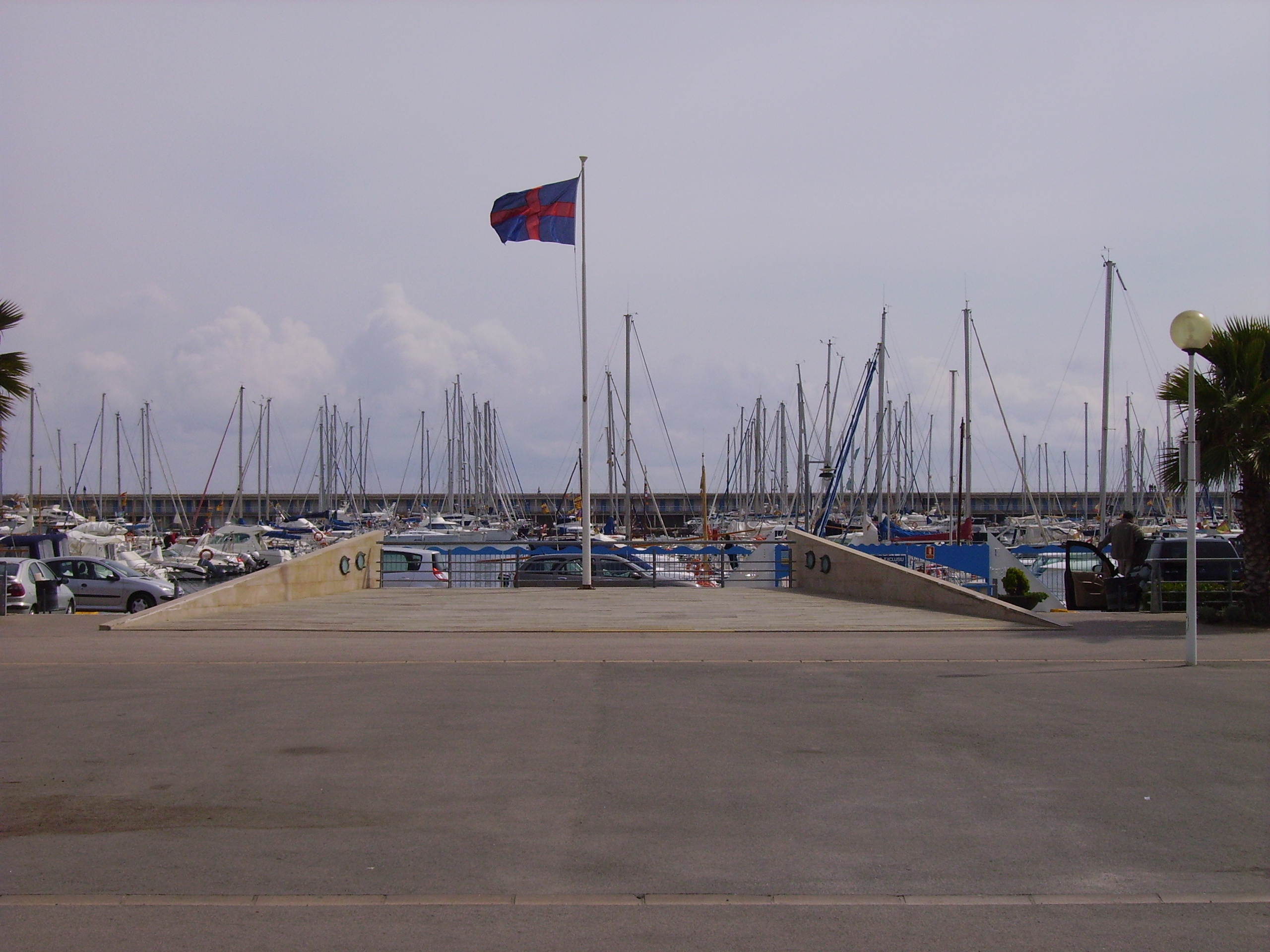
Imatge del port
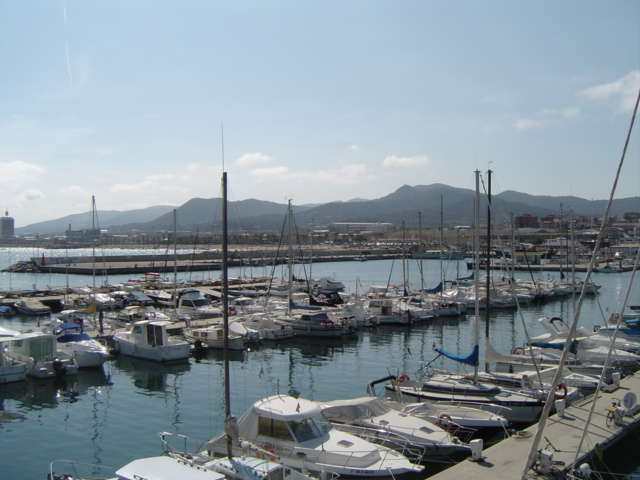
Imatge del port
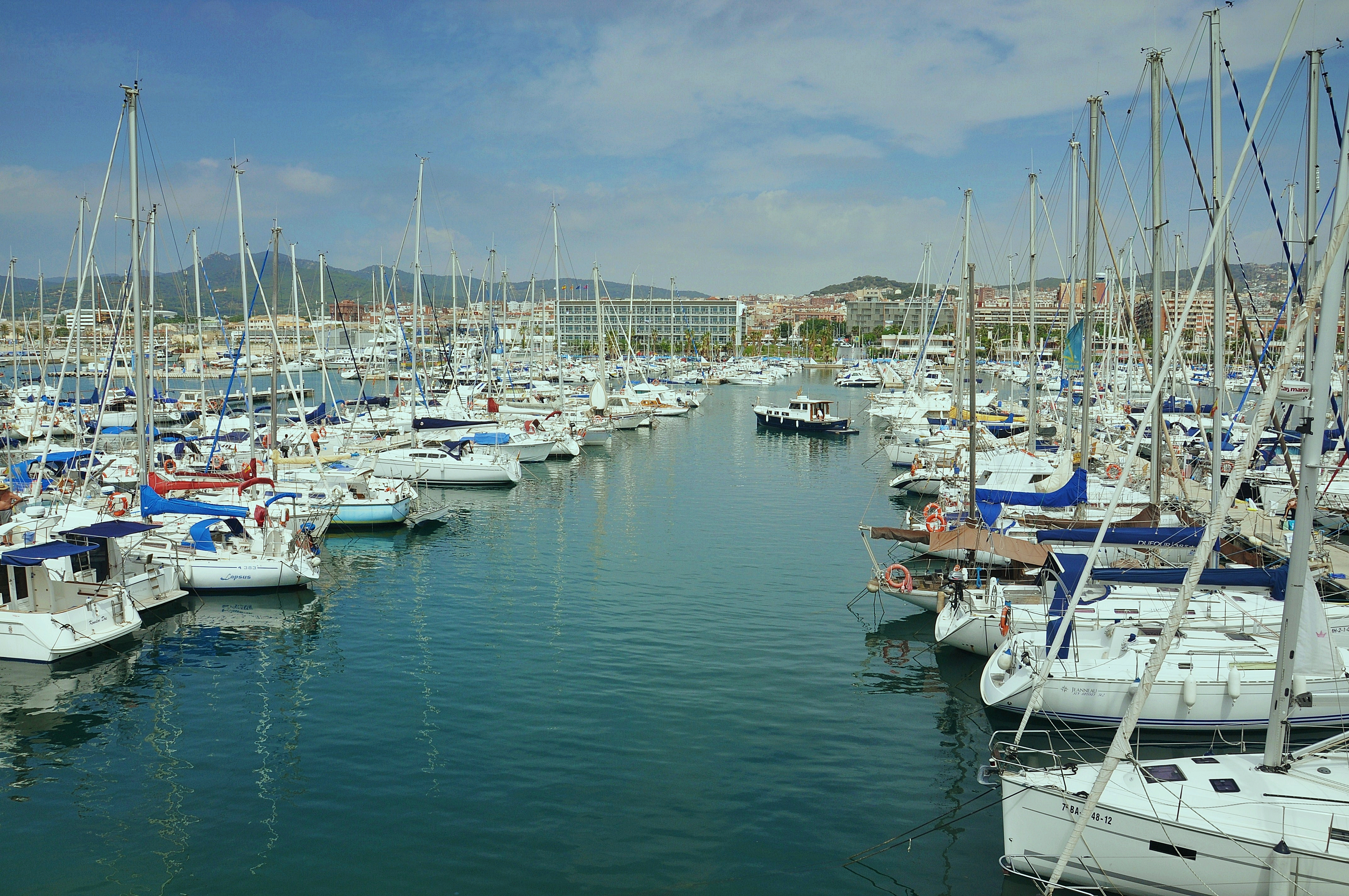
Imatge del port
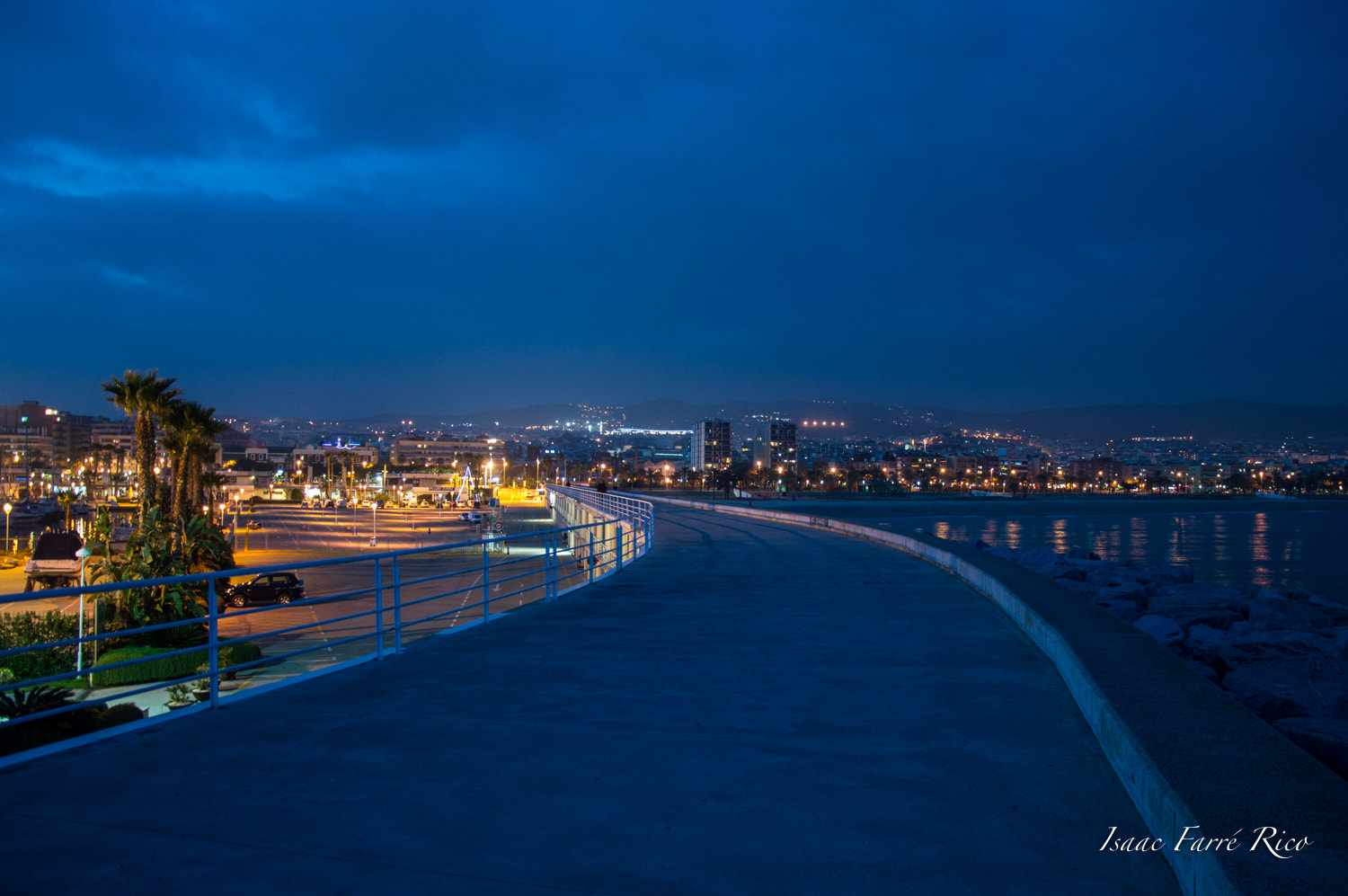
Visió nocturna de l'espigó